# سابولچ هوستی
سابولچ هوستی (مجاری: Szabolcs Huszti؛ زادهٔ ۱۸ آوریل ۱۹۸۳) بازیکن سابق و مربی فوتبال اهل مجارستان است.
از باشگاه‌هایی که در آن بازی کرده‌است می‌توان به باشگاه ورزشی هانوفر ۹۶، باشگاه فوتبال زنیت سن پترزبورگ، باشگاه فوتبال فرنتس‌واروش، باشگاه فوتبال چانگچون یاتای، باشگاه فوتبال آینتراخت فرانکفورت، باشگاه فوتبال متس، و باشگاه فوتبال شپرن اشاره کرد.
وی همچنین در تیم ملی فوتبال مجارستان بازی کرده‌است.